# Kurt Olssons julkalender
Kurt Olssons julkalender, utgiven på DVD under titeln Kurt Olssons jul, var SVT:s julkalender 1990, gjord av Lasse Brandeby och Håkan Wennberg. Med Lasse Brandeby och Hans Wiktorsson med flera som medverkar.
Programmet var en låtsad direktsändning från Kurt Olssons släktgård i Lappland med julpyssel, reportage och Damorkesterns julvideor.
Studion i Göteborg var uppbyggd som julkalendern som fanns att köpa i butikerna. Detta gjorde att Kurt Olsson inte öppnade luckor i en papperskalender utan luckorna ingick i studions rekvisita. Detta i sin tur ledde till att Kurts kompis Arne ibland fick ta till sig en kofot för att få upp vissa luckor. Man fick också träffa familjen Olsson i Göteborg och se alla förberedelser inför julen som var på väg.
Exteriörbilderna filmades i och omkring den lilla byn Allavaara, i ödemarken cirka 30 kilometer nordväst om Gällivare.

## Handling
På gården, som tillhört Kurt Olssons farfars farfars farfars far, har man satt upp en studio i ladan bland boskapen. Härifrån sänder Kurt, med hjälp av sin hunsade assistent Arne, spännande reportage och massor med tips om hur man gör julpynt själv. Eftersom Kurt själv inte tror på tomtar så får stackars Arne skulden för allt det konstiga som händer, men egentligen är det småtomtarna Knut och Alf som ligger bakom. Damorkestern är förstås med och spelar julsånger och rocklåtar som Kurt sjunger. Lite då och då blir det även besök i det Olssonska hemmet där julfirandet förbereds - här fick publiken för första gången möta Kurts döttrar, som spelas av den före detta S-politikerns Widar Anderssons döttrar. I de flesta avsnitt dyker ett par björnar upp och skrämmer livet ur Kurt och Arne.

## Medverkande
- Lasse Brandeby - Kurt Olsson
- Hans Wiktorsson - Arne Nyström, Kurts assistent
- Ulla Skoog - Gun
- Anki Rahlskog - Gudrun i Damorkestern
- Jörgen Mörnbäck - Kurt Olssons farfars farfars farfars far
- Lisa Andersson - en av Kurts två döttrar
- Elin Andersson - en av Kurts två döttrar
- Fredrik Borgström & Lillemor Öhman - Småtomtarna

Utöver dessa medverkar damorkestern bestående av:
- Elisabeth Engdahl, arr, kapellmästare, keyboard
- Sara Edvardson, bas
- Vanja Holm, trummor
- Karin Johansson, trombon
- Helena Kaij, altsax, klarinett
- Barbro Lindkvist, gitarr
- Gunnel Samuelsson, tenorsax, flöjt
- Mia Samuelsson, trumpet
- Malin Silbo, trumpet
- Cecilia Wennerström, barytonsax, flöjt
- Helena Östblom-Berg, congas, slagverk

### I luckorna
- Avsnitt 1 - Farfar (Jörgen Mörnbäck)
- Avsnitt 2 - Glade bagaren (Lasse Kronér)
- Avsnitt 3 - Härmfågel (Jörgen Mörnbäck)
- Avsnitt 4 - Asta och Olle Olsson (Lasse Brandeby och Anki Rahlskog)
- Avsnitt 5 - Småtomtarna och Monster (Ida Burén, Fredrik Borgström och Lillemor Öhman)
- Avsnitt 6 - Farmor (Malin Silbo)
- Avsnitt 7 - Kapten Willie (Anders Wilhelmson)
- Avsnitt 8 - Eldslukare (Fredrik Borgström)
- Avsnitt 9 - Svart hål
- Avsnitt 10 - Tennisspelare (Folke Strömbäck)
- Avsnitt 11 - Härmfågel (Jörgen Mörnbäck)
- Avsnitt 12 - Stort lass skor över Kurt
- Avsnitt 13 - Björnarna
- Avsnitt 14 - Målaren (Mats Larsson)
- Avsnitt 15 - Gudrun (Anki Rahlskog)
- Avsnitt 16 - Trollkarl (Carl-Einar Häckner)
- Avsnitt 17 - Kurt Olsson (Lasse Brandeby)
- Avsnitt 18 - Sprutande haj
- Avsnitt 19 - Höjdhoppare (Patrik Sjöberg)
- Avsnitt 20 - Gun (Ulla Skoog)
- Avsnitt 21 - Härmfågel (Jörgen Mörnbäck)
- Avsnitt 22 - Sprutande telefon
- Avsnitt 23 - Arne (Hans Wiktorsson)
- Avsnitt 24 - Björnarna, djuren, Farfar, Björnarna,Småtomtarna, Kurt

## Julrockvideor
I en del avsnitt visas Julrockvideor där Damorkestern spelar och Kurt sjunger
- Avsnitt 1 - Mössens julafton
- Avsnitt 3 - Bjällerklang
- Avsnitt 5 - Tomtegubben som hade snuva
- Avsnitt 7 - Rudolf med röda mulen
- Avsnitt 9 - Sockerbagaren
- Avsnitt 10 - Tomtarnas julnatt
- Avsnitt 12 - Två små röda luvor
- Avsnitt 13 - Staffan var en stalledräng
- Avsnitt 16 - Låt mig få tända ett ljus
- Avsnitt 18 - Jag såg mamma kyssa tomten
- Avsnitt 20 - Bella Notte
- Avsnitt 22 - Kring julgranen (Nu så är det jul igen)

I avsnitt 24 dyker Damorkestern upp i studion och sjunger
1990 släpptes låtarna från julkalendern på skivan Julkurt med damorkestern hos skivmärket Kurt Olssons Nöjesbolag.

## Papperskalender

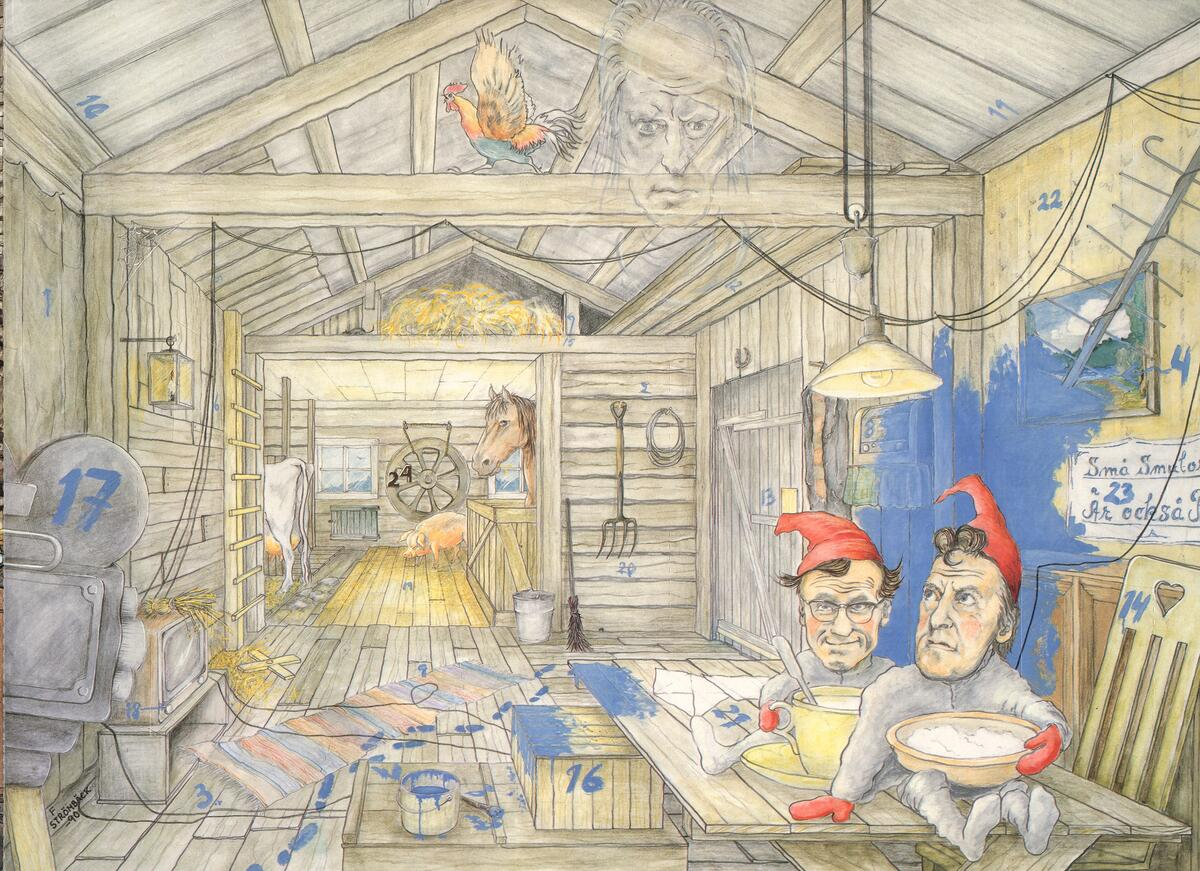
Papperskalendern

Kalendern visar interiören av ett stall. Kurt Olsson och Arne sitter på ett bord iklädda tomteluvor.

## DVD
- Serien utkom på DVD 2009.[6]

### Fotnoter
1. ↑  ”Jultradition”. Arkiverad från originalet den 25 april 2012. https://web.archive.org/web/20120425112719/http://www.jultradition.se/tv.htm. Läst 2 april 2011.
2. ↑  Allavaaras geografiska läge
3. ↑  Våra bästa julvideor, avsnitt 1 av 3.    9:20 minuter in i programmet.  Arkiverad från originalet 2014-01-02. Hämtad 2014-01-01.
4. ↑  ”Julkurt med Damorkestern” (på engelska). Discogs. https://www.discogs.com/master/1094337-Julkurt-Med-Damorkestern-Julkurt-Med-Damorkestern. Läst 31 december 2023.
5. ↑  ”Julkalendrar”. Arkiverad från originalet den 27 oktober 2014. https://web.archive.org/web/20141027034157/http://helgo.net/emma/julkalendrar.php?y=1990&t=tv. Läst 2 april 2011.
6. ↑  ”Svensk mediedatabas”. http://smdb.kb.se/catalog/id/001370835. Läst 4 april 2011.